# Bart Hakkenberg
Bart Hakkenberg (Lelystad, 25 februari 1987) is een Nederlands marathonschaatser uit Zoetermeer.
In het dagelijks leven is hij leraar Lichamelijke Opvoeding in het voortgezet onderwijs.
Sinds 2005 is hij achtereenvolgens uitgekomen in de Eerste Divisie voor de ploegen van Groenehartsport.nl (2005-2007), Choose 2 Achieve (2008-2010) en Team Payroll Group (2010-2011) en in de Topdivisie voor InterCarParts/Vlasman (2007-2008) en Team Payroll Group (2011-2013).

## Resultaten Schaatsen
2006
- 2e plaats Essent Cup 10 op 9 december 2006 te Heerenveen.
- 1e plaats The Greenery Four (dag 4) op 16 december 2006 te Alkmaar.

2007
- 3e plaats Essent Cup 15 op 24 februari 2007 te Eindhoven.

2009
- 3e plaats Flevo Cup 2 op 11 februari 2009 te Biddinghuizen.
- 1e plaats Marathon Cup 10 op 9 december 2009 te Biddinghuizen.

2010
- 1e plaats Marathon Cup 17 op 2 januari 2010 te Heerenveen.
- 3e plaats Gewestelijk Kampioenschap Zuid-Holland op 21 november 2010 te Den Haag.

2011
- 4e plaats KPN Marathon Cup 9 op 10 december 2011 te Amsterdam.

2012
- 9e plaats KPN Marathon Cup Finale op 21 januari 2012 te Groningen.
- 8e plaats Nederlandse kampioenschappen marathonschaatsen op natuurijs 2012 op 8 februari 2012 op de Grote Rietplas te Emmen.